# Croce di Teodolinda

La croce di Teodolinda
Monza, Museo del Duomo

La croce di Teodolinda o croce di Adaloaldo è una croce pettorale, in oro, smalti e cristallo di rocca, di Arte siriaca del VI secolo. Appartenuta alla regina longobarda Teodolinda, reca incisa a niello una minuscola Crocefissione di stile bizantino e scritte in greco. La custodia longobarda è dell'VIII secolo.
Detta anche Croce di San Gregorio Magno, è la stauroteca, cioè il reliquiario di un frammento del legno della Croce, che fu donata da papa Gregorio Magno alla regina nel 603, in occasione del battesimo del figlio Adaloaldo. 
La croce è stata indossata da papa Paolo VI durante il suo viaggio in Terrasanta nel gennaio 1964, durante il primo anno del suo pontificato.
L'oggetto è esposto nel Museo del Tesoro del Duomo di Monza.